# Павлов, Тодор
Тодор Димитров Павлов (14 февраля 1890, Штип, Османская империя — 8 мая 1977, София, Болгария) — болгарский философ, академик, стоявший на позициях марксизма.

## Биография
Родился в семье потомственного учителя. Отец Димитр Павлов Грозданов видный общественный деятель и церковный певчий, делегат Первого болгарского церковно-народного собора. Сохранились тексты духовных песен записанные с его голоса.
С 1900 года семья Павловых жила в Софии. Окончил философский и педагогический факультет Софийского университета, был учителем. За коммунистическую деятельность подвергался репрессиям.
В 1932-36 гг. — декан факультета Института красной профессуры в Москве. В 1936 вернулся в Болгарию. Во время войны был заключён в концлагерь, освобождён в 1943 г.
После коммунистического переворота в 1944—1946 гг. — член Регентского совета, управлявшего страной при малолетнем царе Симеоне II.
Автор трудов по историческому материализму и эстетике. Президент (1947—1962), затем — почётный президент Болгарской АН, Герой НРБ, дважды Герой Социалистического Труда НРБ. С 12 июня 1947 года — иностранный член-корреспондент АН СССР в отделении литературы и языка (специальность — история, литература, философия).
Способствовал принятию «теории отражения» в качестве основы проблемы познания в СССР и Болгарии. Взгляды Павлова изложены в одноимённом труде (1936, русс. 1949) и представляют собой развитие концепции В. И. Ленина и Дени Дидро: В противоположность интуитивистам (Бергсон, Лосский и др.) в «Теории отражения» подчеркивается опосредованный характер познания, а в противоположность агностикам и субъективистам — его непосредственность. Момент непосредственности, «определенной интуитивности» не превращает, по Павлову, познание в мистическую интуицию, а его дискурсивность не означает субъективизма и агностицизма. Гносеология, образ — это единство объективных и субъективных элементов, непосредственности и опосредованности.
Реабилитировал в марксизме понятие «идеального». Исследовал проблему соотношения философии к другим наукам, эстетике. Павлову принадлежат исследования об эстетических взглядах Платона и Аристотеля, Канта и Гегеля, Шиллера, Спенсера, Бергсона, Чернышевского. В литературно-критических статьях рассматривал творчество болгарских (Ботев, Вазов, Яворов, Людмил Стоянов, Любомир Левчев), русских (Лев Толстой, Горький, Шолохов, Маяковский), западных (Шекспир, Ибсен) писателей. Защищал соцреализм от нападок ревизионистов. Перевёл на болгарский язык «Капитал» Карла Маркса. Полемизировал с фрейдизмом, позитивизмом, ремкеанством — болгарскими последователями немецкого философа Иоганеса Ремке.
Отрицал общие понятия в философии. Например, считал, что не существует «человека» как такового, а есть мужчины и женщины. Выступал против генетики и кибернетики, утверждал, что самая сложная машина-автомат не ассимилирует, не ощущает, не помнит, на мыслит, не фантазирует, не мечтает, не ищет и т. д. Позднее пересмотрел свои взгляды. Поддерживал социологию и футурологию, эсперантистское движение. Оказал значительное влияние на советскую философию, в том числе на Эвальда Ильенкова, который нередко ссылается в своих работах на Павлова. В частности, Ильенков унаследовал от Тодора Павлова «гносеологистскую» трактовку диалектики, а также понятие идеального, которое было впоследствии более подробно разработано самим Ильенковым в полемике с Дубровским, который стоял в этом вопросе на противоположной Тодору Павлову вульгарно-материалистической точке зрения.
Сам Тодор Павлов также был положительно настроен к Ильенкову, в частности, когда в 1955 году произошел печально известный разгром «группы гносеологов» в МГУ, Тодор Павлов (вместе с Пальмиро Тольятти) выступил в поддержку группы Ильенкова-Коровикова. Теория отражения оказала влияние на эстетические концепции Дёрдя Лукача 60 годов.
По воспоминаниям философа Желю Желева, будущего президента Болгарии, Павлов был последовательным сталинистом.